# Střední průmyslová škola strojní a stavební Tábor
Střední průmyslová škola strojní a stavební, Tábor, Komenského 1670 navazuje na činnost bývalých Masarykových škol práce. V jejich budově byla zřízena střední průmyslová škola již v roce 1952. Ke Střední průmyslové škole strojnické byla 1. ledna 2007 připojena stavební škola (SOŠ a SOU stavební) a škola se přejmenovala na Střední průmyslovou školu strojní a stavební. Dnešní právní formu škola získala k 11. září 2001 zřizovací listinou hejtmana Jihočeského kraje jako samostatná příspěvková organizace. Od roku 1952 do roku 2012 (stejné číslo ovšem uvádí škola na svém webu i v roce 2019) připravila přes 6000 absolventů ve strojírenských a jiných technických oborech.

## Prostředí školy
Škola a domov mládeže tvoří uzavřený komplex budov v tichém a klidném prostředí Maredova vrchu v Táboře, kde sousedí se Střední zdravotnickou školou, Mateřskou školkou a Základní školou Husova a vytváří tak vhodné podmínky pro studium i volný čas. Od centra města Tábor a od autobusového a vlakového nádraží je škola ve vzdálena cca 10 minut pěšky.
Součástí školy je odloučené pracoviště tesařských a truhlářských dílen. Rozsáhlý výrobní areál SPŠ se nachází v Měšické ulici v Táboře, za tratí vlevo.
V areálu školy byla dne 23. října 2018 žáky školy vysazena Lípa republiky.

## Studium a odborné aktivity
Na škole jsou v roce 2019 vyučovány tyto obory:
- maturitní obory: technické lyceum, strojírenství, stavebnictví – pozemní stavitelství
- učební obory: zedník, tesař, truhlář, klempíř, strojní mechanik, strojník, malíř a lakýrník.
- nástavbové obory: nábytkářská a dřevařská výroba (denní studium) a provozní technika (dálkové studium)

Podle informace uváděné v roce 2019 se školou spolupracuje stavební společnost Hochtief CZ, a.s., která škole nabízí brigády, praxe, exkurze i spolupráci na ročníkových a maturitních pracích. V roce 2012 byla v obdobné roli zmiňována společnost Phoenix Zeppelin, která studentům také sponzorovala cesty na veletrhy.
V roce 2012 škola koupila od společnosti Phoenix Zeppelin jako učební pomůcku za 282 tisíc korun, tedy asi třikrát levněji, než by stál nový stroj, repasovaný použitý bagr značky Caterpillar, a stala se tak údajně jedinou školou v zemi, která takový stroj při výuce používá. Je určen pro studenty oborů strojník a strojní mechanik. Zároveň škole věnovala i náhradní díly, které se studenti mohou učit rozebírat a opravovat. Škola stroj používá též na zakázky své vlastní školní stavební firmy.
Společnost Microsoft si v roce 2008 táborskou průmyslovku vybrala pro své školicí středisko pedagogů pro Jihočeský kraj. Vybrána byla ze 139 škol v kraji. Vybrána byla kvůli tomu, že disponovala jak certifikovanými lektory, tak nadstandardním vybavením. Měla v té době 6 učeben a více než 150 počítačů, z nichž čtvrtinu každý rok obnovuje, protože programy pro grafiku a design mají na výkon počítače maximální nároky. Táborská průmyslovka spolupracovala se společností Microsoft již od roku 2002.
Energetická společnost E.ON, která v roce 2015 podepsala s městem Tábor memorandum o projektu Smart City, udělila téhož roku v rámci soutěže E.ON Energy Globe Award ČR táborské průmyslové škole ocenění za projekt za projekt studentských elektromobilů. Žákům se za podpory učitelů podařilo sestrojit elektrickou tříkolku s dvěma motory, poháněnou čtyřmi bateriemi. Autoři projektu za to od společnosti E.ON obdrželi víkendový pobyt na Lipně.
Ve středu 24. dubna 2019 proběhla v SPŠSS Tábor druhá Konference o malé elektromobilitě (KOME), kterou pořádaly Rubika Information s.r.o. ve spolupráci s Asociací pro elektromobilitu ČR. U příležitosti konference bude slavnostně uvedena do provozu první rychlonabíjecí stanice v Táboře, a to hned vedle průmyslové školy.

## Zájmová činnost
Florbalový tým SPŠ Tábor v roce 2016 zvítězil v pražské O2 aréně ve finálovém zápase Poháru středních škol a získal titul mistra středních škol a gymnázií.
V září 2014 vznikl na SPŠ Tábor také divadelní soubor. Schází se v kinosále průmyslové školy a v roce 2015 měl 16 členů. První nastudovanou hrou byly Holky z porcelánu.